# Teoría de los efectos limitados
La teoría de los efectos limitados es una teoría de la comunicación que sirvió como corrección de la teoría hipodérmica. Surgió durante la década de los 40 del siglo XX cuando, en ambientes intelectuales de EE. UU., se empezó a difundir la idea de que el efecto de los medios de comunicación en la sociedad no era tan grande. Siguiendo fundamentalmente las aseveraciones hechas por Harold Lasswell, la mayoría de estudios anteriores habían concedido un poder ilimitado a la propaganda. Los medios y la propaganda habían sido dotados de un poder que, en realidad, no poseían. Ese es el principal aporte de esta teoría

## Marco teórico
La teoría de los efectos limitados menciona que la sociedad tiene la capacidad de seleccionar los mensajes que los medios emiten. Por tanto, esta selección estaría sometida a los hábitos de recepción y percepción de cada individuo. De ahí que el poder de los medios no sea el que se les había supuesto hasta entonces, ya que estarían limitados por variables psicológicas individuales. 
Se opone en este punto a la teoría hipodérmica. Ésta asemeja el proceso de comunicación a la función que realiza una aguja hipodérmica: el mensaje que emiten los medios penetra en la piel del cuerpo social sin que éste pueda hacer nada por remediarlo, y acabe por asumir, sin capacidad crítica o selectiva, los mensajes que le llegan.
No obstante, el esquema comunicativo de ambas teorías es unidireccional. Así, el mensaje siempre va de los medios a la sociedad, si bien la teoría de los efectos limitados presupone a la sociedad capacidad selectiva con respecto a los mensajes. 
Su principal representante es Paul F. Lazarsfeld, autor junto con Robert K. Merton del texto "Los medios de comunicación de masas, el gusto popular y la acción social organizada". Podemos considerar esta obra como fundacional de esta tendencia, ya que en ella se recogen los principios esenciales que plantea.

## Funciones de los medios
En la obra citada anteriormente podemos encontrar las tres principales funciones de los medios de comunicación de masas:
- Otorgar estatus. “Los medios de comunicación de masas dan prestigio y aumentan la autoridad de los individuos y de los grupos, legitimando su estatus. El reconocimiento, por parte de la prensa, la radio, los periódicos o los noticieros, demuestra que alguien ha llegado, que es lo suficientemente importante para que se lo elija, en medio de la gran masa anónima, porque sus opiniones y su conducta son lo suficientemente significativas como para atraer el interés público.
- Imposición de normas sociales. “En una sociedad de masas, esta función consiste en dar a conocer, en exponer públicamente las situaciones. […] A veces, los medios de comunicación de masas pueden organizar su acción publicitaria originando una verdadera cruzada.” (Lazarsfeld, Paul F.; Merton, Robert K. 1992: 241).

- Disfunción narcotizante. “Desde este punto de vista los medios de comunicación para las masas pueden incluirse entre los narcóticos sociales más directos y eficaces. Pueden ser tan eficaces que hasta impedirán que el drogado advierta su enfermedad." (Lazarsfeld, Paul F.; Merton, Robert K. 1992: 245).